# Europeisk langust
En europeisk langust (Palinurus elephas eller Palinurus vulgaris) är ett rödaktigt kräftdjur som liknar hummer men utan saxklor. Arten beskrevs först av Fabricius 1787. Den ingår i släktet languster, och familjen Palinuridae. Arten är reproducerande i Sverige. Den förekommer i östra Atlanten från sydvästligaste Norge ner till Marocko och finns även i Medelhavet. Den finns även längs kusterna av Madeira, Azorerna och Kanarieöarna.
Langusten kan som längst bli 50 centimeter lång, men vanligen blir den inte mer än 40 centimeter. Langusten lever på havsbotten på ett djup av 5 till 150 meter, vanligen mellan 10 och 70 meter. Som alla andra langustarter är den nattaktiv och gömmer sig i skrevor och hålor under dagen.
Inga underarter finns listade.
Beståndet hotas av överfiske. Uppskattningsvis minskade hela populationen med 30 till 50 procent under de senaste 27 åren (tre generationer, räknad från 2013). IUCN listar arten som sårbar (VU).